# Microchloa
Microchloa là một chi thực vật có hoa trong họ Hòa thảo (Poaceae).

## Loài
Chi Microchloa gồm các loài: